# 愛情物語 (1984年の映画)
『愛情物語』（あいじょうものがたり）は、1984年の日本映画。カラー、アメリカンビスタ（1.85:1）、100分。監督：角川春樹。主演：原田知世。プロダンサーを志望する少女が、自分の生い立ちの謎に迫りながら夢を目指す姿が描かれる。
原作は赤川次郎の同名小説。劇場公開時の同時上映作品は『メイン・テーマ』。

## ストーリー
東京。16歳の仲道美帆はミュージカル『カーテン・コール』を観劇して感銘を受け、この作品のダンサー採用オーディションを受けることを決意する。幼少期からバレエを習い、踊りに自信を持っていた美帆は、オーディションに向けて日々ダンスの練習に励むが、練習中にダンスシューズが壊れてしまう。シューズを新調する必要に迫られた美帆は、物心ついたときから自宅に保管されている「赤いトウシューズ」のことを思い出す。
血のつながらない養母・治子に育てられた美帆にとって、自分の生い立ちを知る手がかりは、治子が保管していたトウシューズと、毎年誕生日に送られてくる差出人不明の花束だけだった。美帆は治子に、「トウシューズと一緒に置き去りにされた遺棄児だ」と聞かされて育った。美帆は花束の送り主を「あしながおじさん」と呼び、実の両親の手がかりを知る人物と信じていた。美帆は、「トウシューズがぴったり履けるようになったら、あしながおじさんを探しに行く」と心に決め、バレエを始めたのだった。自宅へ飛んで帰った美帆は、トウシューズを履いてみる。トウシューズはすっぽりと美帆の足に収まる。実の親探しの旅に出ることを告げた美帆に対し、治子は「知らないほうがいいこともある」とさとすが、美帆の決意は固かった。
花を注文していた人物の名が「篠崎拓次」であることと、今の篠崎が金沢市に住んでいることを探り当てた美帆は、金沢へ向かう。篠崎は花束のことについて「知らない」と言い張る。陶芸家である篠崎は陶土を調達するため、西日本各地へ向かうところだった。篠崎の態度を疑う美帆は、旅について行く。はじめは疎んじていた篠崎だったが、美帆に早世した妹・真理の面影を見て、美帆の親探しに協力するようになる。
大阪、愛媛県砥部町、佐賀県伊万里市を経て、2人は偽の「篠崎拓次」が花を発送していた住所である長崎市に着く。発送元の長崎の花屋が判明する。花屋は「匿名では荷が送れず、やむなく蔵書に書かれていた篠崎の名と住所を借りた」と明かす。また美帆は、町の写真館で幼少期の自分が見知らぬ女性と写っている写真を発見する。写真の女性・大森妙子の自宅まで来ると、美帆はひとりで入ることを申し出る。篠崎は外で待つ。
妙子の夫・泰三が応対する。美帆は、妙子こそが自分の産みの母ではないかとただす。泰三は真相を明かす。美帆の実の両親は交通事故で死去した。大森夫妻が最初の養父母になったが、美帆の幼少期に妙子が心を病んだため、やむなく妙子の親友であった治子に美帆を預けることにした。泰三は、恋愛も結婚もしないまま子育てをすることを引き受けた治子に対する罪の意識から、名を明かさずに花束を送り続けていたのだった。大森夫妻の邸宅を出た美帆は黙って篠崎と抱き合う。美帆は治子の待つ東京の自宅に戻る。美帆は治子に「私はお母さんに似てるわ」と告げる。
美帆は『カーテン・コール』のオーディションに臨み、合格を果たす。初舞台の日、篠崎と治子が見守る中、美帆は無事に公演を終える。

## キャスト
- 仲道美帆：原田知世
- 仲道治子：倍賞美津子
- 中山（篠崎の同僚）：ジョニー大倉
- 佐川（砥部の陶芸家）：梅野泰靖
- 長崎の花屋の主人：太宰久雄
- 大森家の看護師：きたむらあきこ
- 篠崎真理：津田ゆかり
- 『カーテン・コール』のヒロイン：村田香織
- 東京の花屋の女主人：川口敦子
- 大森泰三：室田日出男
- 写真館の主人：日野道夫
- 大森妙子：加賀まりこ
- 篠崎拓次：渡瀬恒彦

## スタッフ
- 監督：角川春樹
- 原作：赤川次郎
- 脚本：剣持亘
- 撮影：仙元誠三
- 編集：鈴木晄
- 美術：今村力
- 照明：渡辺三雄
- 録音：瀬川徹夫
- 音楽：甲斐正人
- ダンス・コーディネーター：小林英六郎
- 主題歌：原田知世「愛情物語」（作詞：康珍化、作曲：林哲司、編曲：萩田光雄）

## 製作

### 企画
映画監督の大林宣彦によれば、プロデューサーでもある角川春樹が大林に対し、「大林さんで、（原田知世の主演映画を）最低2、3本続けて撮ってください」と当初言っていたが、尾道での『時をかける少女』のロケ撮影を見学した角川が、カメラの前で大林にすべてを委ねる原田に嫉妬し、「自分の方を向かせたい」「2本目の知世の映画は（略）僕が自分で演出したい」として、角川自身が監督をすることになったという。一方の角川は、『時をかける少女』の陣中見舞いで尾道を訪れた際、原田が2週間前のにっかつ撮影所クランクイン時と比べて、芝居が見違えるほど成長し、大林から「原田知世は天才です」という文面の手紙をもらったことで、「私がこの天才女優を第2作で本物の女優に育て上げよう」と思い立ち、「映画監督はアイドル映画を通過して、時代の息吹を肉体に吹き込むことが必要だ」という自身の信条にのっとった結果でもあったと述べている。
赤川次郎の原作は、映画化を前提に角川春樹の依頼で、角川書店の雑誌『小説 野性時代』に『カーテン・コール』という題名で連載され、連載終了後に『愛情物語』に改題されてカドカワノベルズから新書版が出版された。「あしながおじさん」の設定は、原作の段階で設定された。これは原田主演の第1回マクドナルドミュージカル『あしながおじさん』を観劇した角川が赤川へテーマとして盛り込むよう指示したことによる。

### 撮影
角川は本作を「原田知世のプロモーションフィルム」と位置づけ、上映時間100分を100シーンのアルバム映画として構成した。これは当時新鋭のビデオメディアだったレーザーディスクでの視聴を念頭に置いた構成だった。作中のミュージカルの上演場面は当時のミュージックビデオを参考に編集と画質調整が行われた。
本作公開の前年に洋画『フラッシュダンス』がヒットし、角川は打倒『フラッシュダンス』を目標に、主演の原田を吹き替えなしで踊らせようと、米国から振付師のミゲール・ガドリューを招き、ダンサーもニューヨークから35名を招致した。原田は上記のミュージカル『あしながおじさん』に出演するために、ブロードウェイのダンサー兼インストラクターだったデビッド・ストーリーに師事しており、ダンスシーンの撮影は問題なく進められた。
角川は、渡瀬恒彦が演じる篠崎拓次に自身を仮託し、津田ゆかりが演じる拓次の妹・真理を、自殺した実妹の眞理への鎮魂と贖罪として演出した。物語中で真理が自殺する場面は、眞理の実母である角川照子がショックを受けないよう、「務めて綺麗に」撮影した。また本作の色調は赤で統一され、赤いトゥーシューズに始まり、赤いバンダナで終わる構成となった。

### 音楽
『愛情物語 オリジナル・サウンドトラック』（EASTWORLD WTP-60487～88）収録曲は以下の通り。
- ジル・コルッチ（英語版）「Dancing in the Night (Long Version)」
- 「〜タイス〜より瞑想曲」
- カルメン・グリロ「Trouble」
- ヘザー・ハフマン「You Could Be the One」
- 原田知世「地下鉄のザジ (Zazie dans le métro)」
- 「忘れ雪』
- ローズマリー・バトラー「Chotto Matte Kudasai」
- 「真理のテーマ」
- カレン・トビン（英語版）「I Dream of Loving You」
- 原田知世「ダンデライオン〜遅咲きのたんぽぽ」
- 「青春の証明」
- Kathi Pinto「What Can I Do」
- ローズマリー・バトラー「ウイニングラン (Call of the Wild)」
- 「壺の里」
- 「坂のある町」
- ローズマリー・バトラー「男が女を愛する時 (When a Man Loves a Woman)」
- 「黒い森の記憶～黒い木馬」
- 原田知世「愛情物語」
- 「Too Young」
- 「マジカル・ダンス」
- Kathi Pinto「Love's the Answer」
- 「お父さんって呼んでいいですか」
- ジル・コルッチ「Dancing in the Night (Short Version)」
- 原田知世「Curtain Call」

## 評価

### 興行成績
『メイン・テーマ』との二本立て興行で約18億5000万円の配給収入を得て、1984年度の邦画作品で2位となった。

### 受賞歴
- 第2回ゴールデングロス賞優秀銀賞[7]

### 批評
文芸評論家の山本健吉や劇作家のつかこうへいは評価したが、多くの映画評論家は本作を黙殺した。また映画監督の森田芳光は、拓次の妹の自殺場面の演出について、「そういう拘りは気をつけて下さい。それが一番落とし穴ですから」「ダメですよ。情念を持ち込んで受けようというのは。映画のデザインとして面白ければ良いですけど」と角川に忠告したとされる。一方で俳優の松田優作は「自分が拓次をやったら、もっとぎゅっと美帆を抱きしめる」と語ったという。